# كوميون
الكوميون هم مجموعة عرقية وطنهم هو في الشمال الشرقي من روسيا الأوروبية حول أحواض أنهار نهر فيتشيغدا، بيتشورا ونهر كاما. ويعيشون في الغالب في جمهورية كومي، بيرم كراي، أوبلاست مورمانسك، أوكروغ خانتي-مانسي ذاتية الحكم، وأوكروغ يامالو-نينيتس الذاتية في اتحاد روسيا. وينتمون إلى فرع العصر البرمي من الشعوب الفنلندية الأوغرية.

## مزيد من القراءة
- Tsypanov، Evgenii (مارس 2001). "Language and ethnic mobilization among the Komi in the post-Soviet period". Nationalities Papers. ج. 29 ع. 1: 109–128. DOI:10.1080/00905990120036402.